# Billy Bassett
William Isiah Bassett (27 de gener de 1869 - 8 d'abril de 1937) fou un futbolista anglès de la dècada de 1890.

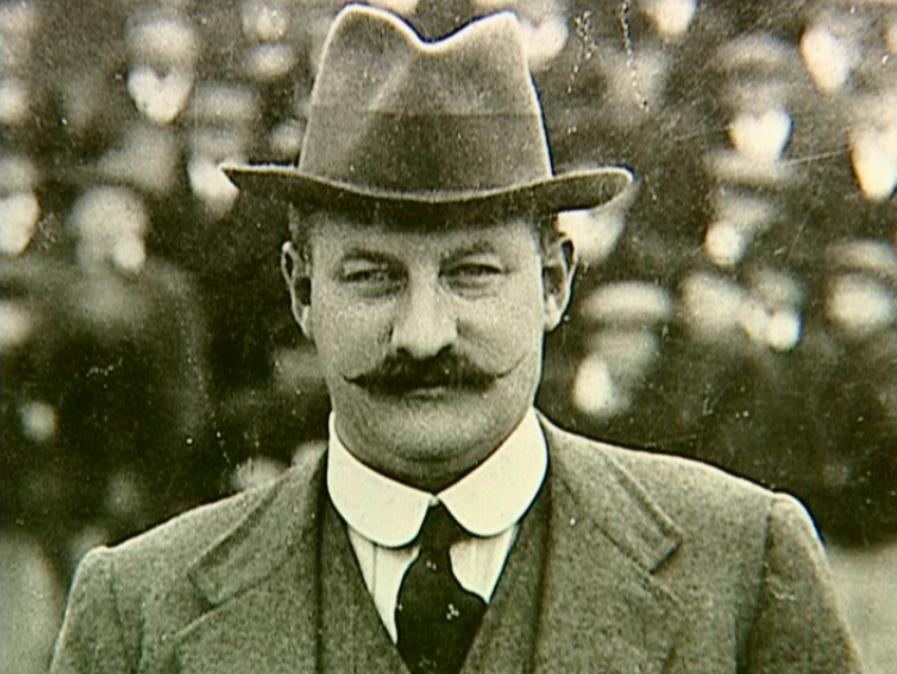
Bassett com a president del West Bromwich Albion.

Fou internacional amb la selecció d'Anglaterra entre 1888 i 1896. Defensà els colors de West Bromwich Albion FC durant més d'una dècada.
El 1998 fou escollit entrel els Football League 100 Legends.

## Palmarès
West Bromwich Albion FC
- FA Cup:
  - 1888, 1892